# Jort
Jort – miejscowość i gmina we Francji, w regionie Normandia, w departamencie Calvados.
Według danych na rok 1990 gminę zamieszkiwało 317 osób, a gęstość zaludnienia wynosiła 48 osób/km² (wśród 1815 gmin Dolnej Normandii Jort plasuje się na 579. miejscu pod względem liczby ludności, natomiast pod względem powierzchni na miejscu 751.).